# Kunstmuseum (Bâle)
Le musée d'Art (en allemand, Kunstmuseum) de Bâle est le plus grand et ancien des musées d'art de Suisse. Avec son ouverture en 1661 à travers l'acquisition du « Cabinet Amerbach » par la bourgeoisie de la ville, le musée est généralement compté comme le premier musée d'art public du monde.
Ses collections se concentrent particulièrement sur deux domaines : 
- la peinture et la gravure rhénanes aux XVe et XVIe siècles,
- l'art européen de 1850 à 1950.

## Peinture et la gravure rhénane auxXVeetXVIesiècles
Konrad Witz, Lucas Cranach l'Ancien, Urs Graf, Hans Baldung, Niklaus Manuel, Hans Bock l'Ancien (de) et surtout un ensemble de tableaux peints par la famille Holbein : Hans Holbein le Jeune (plus grande collection au monde), son père Hans Holbein l'Ancien et son frère Ambrosius Holbein.

## Art européen en général de 1850 à 1950
Peintures de Charles Gleyre, d'Arnold Böcklin, Vincent van Gogh, Paul Gauguin et Paul Cézanne ; le cubisme, l'expressionnisme allemand et l'art américain depuis 1950.

## Historique
Le noyau de la collection est constitué par un ensemble acquis par la ville de Bâle et l'Université de Bâle en 1661, le Cabinet Amerbach, du nom d'une famille de mécènes et collectionneurs, qui fréquentait Erasme et Holbein. Aujourd'hui, la collection de Bâle est traditionnellement classée comme le premier « musée d'art public » au monde.
Dans les domaines de l’art plus récent et jusqu’à l’art contemporain, la collection possède des œuvres d’artistes suisses, allemands, italiens et américains, dont Joseph Beuys, Andy Warhol, Jasper Johns, Georg Baselitz, A.R. Penck, Brice Marden, Bruce Nauman, Jonathan Borofsky, Roni Horn, Francesco Clemente, Mimmo Paladino, Enzo Cucchi, Walter Dahn, Martin Disler, Siegfried Anzinger (de), Leiko Ikemura, Markus Raetz, Robert Therrien (en), Rosemarie Trockel et Robert Gober.
Le département d'art moderne du musée possède une dizaine d'œuvres de Georges Braque qui couvrent le cubisme analytique et le cubisme synthétique et un exemplaire de sa période fauve. Le musée possède également une riche collection de 77 œuvres de Paul Klee couvrant toutes les périodes de 1904 à 1940.
Le bâtiment principal d'aujourd'hui (Hauptbau) a été construit entre 1931 et 1936 et est situé sur l’axe St. Alban-Graben à côté de l'ancien siège bâlois de la Banque nationale suisse. En 2017, un nouveau bâtiment (Neubau), situé en face du bâtiment principal et relié à lui par un corridor souterrain, a été inauguré par la ville et est destiné à accueillir les expositions temporaires, tandis que le Hauptbau est dédié à l'exposition des collections permanentes.
En mars 2020, après plusieurs années de procédures, un accord est trouvé entre le musée et les héritiers de Curt Glaser, collectionneur juif. Le musée avait acquis 200 dessins et gravures lors d'une vente aux enchères à Berlin, en 1933. L'accord indique que les œuvres pourront rester au musée d'Art de Bâle. En parallèle, un dédommagement aux héritiers est convenu, ainsi que la mise sur pied d'une grande exposition sur Curt Glaser.

## La donation Picasso
En avril 1967, un avion de la compagnie Globe Air s'écrase à Chypre, 117 passagers et neuf membres d'équipage meurent dans l'accident. La petite compagnie aérienne fait faillite et son principal actionnaire, un bâlois nommé Peter G. Staechelin, est contraint de vendre une partie de sa collection d’œuvres d'art. Il cède d'abord un Van Gogh puis annonce qu'il va vendre deux tableaux de Pablo Picasso : Les deux frères (1906) et Arlequin assis (1923), qui faisaient l'objet d'un prêt au musée et y étaient présentés.
Le gouvernement du Canton de Bâle-Ville et la fondation Staechelin trouvent un accord : la fondation accepte de céder les deux œuvres au Canton, pour 8,4 millions de francs suisses. Toutefois le Canton ne contribue qu'à hauteur de 6 millions, les 2,4 millions restants devant venir de donateurs. Un projet de fête caritative est imaginé mais un actionnaire de la compagnie aérienne, qui a perdu beaucoup d'argent à la suite de la catastrophe de Chypre, s'oppose à la transaction : il rejette l'idée que des fonds publics permettent d'acheter ces œuvres. Il demande que la décision de l'État bâlois soit soumise à référendum cantonal et le projet reçoit rapidement un nombre suffisant de signatures pour que la consultation publique ait lieu.
Le projet d'acquisition est favorablement accueilli par une partie de la population et rejeté par une autre, certains détracteurs faisant remarquer que le budget prévu permettrait de construire deux maisons de retraite. Sur les murs de la ville fleurissent des slogans comme « I like Pablo » ou « All you need is Pablo » (d'après la chanson des Beatles, All You Need Is Love).
Cependant les dons affluent et permettent d'atteindre 2,5 millions : le Canton de Saint-Gall contribue, ainsi que le Canton de Bâle-Campagne, la commune de Binningen, l'industrie pharmaceutique bâloise, des personnes fortunées.
Le 17 décembre 1967, le référendum a lieu, et la décision d'acheter les œuvres l'emporte,.
Picasso en est si ému qu'il décide de faire don au Canton de Bâle d'une œuvre supplémentaire : Franz Meyer, le directeur du Kunstmuseum, se rend chez Picasso pour la choisir. Rusé, il hésite entre deux toiles, en faisant valoir qu'elles se complètent : Jacqueline Picasso l'approuve et Pablo Picasso, finalement, les offre toutes les deux. Mais en réalité, Picasso avait déjà décidé d'offrir deux autres œuvres : une esquisse pour Les Demoiselles d'Avignon (1907), et une toile de sa période rose datée de 1906. Ce sont ainsi quatre œuvres de Picasso qui sont offertes à Bâle et viennent enrichir les collections du Kunstmuseum,.
Il s'agit de Homme, femme et enfant (1906), une esquisse pour Les Demoiselles d'Avignon (1907) et les deux grandes œuvres tardives Vénus et l'amour et Le couple de 1967. Enfin, Maja Sacher-Stehlin a complété cette donation avec l'œuvre cubiste Le poète de 1912.

## Mécènes
- Peter G. Staechelin

- Martin H. Burckhardt (1921-2007), architecte et homme politique suisse.

## Œuvres majeures
- Hans Baldung : La Mort et la Femme
- Georges Braque :
  - Broc et Violon
  - Le Portugais
- Salvador Dalí : La Girafe en feu
- Robert Delaunay : Hommage à Blériot
- Paul Gauguin : Ta Matete
- Juan Gris : Guitare et compotier sur une table
- Hans Holbein : 
  - Le Christ mort
  - Laïs de Corinthe
  - Portrait de Boniface Amerbach
  - Portrait d'Érasme de Rotterdam
  - Vénus et Cupidon
- Pieter de Hooch : Femme dans un jardin
- Paul Klee : 
  - Senecio
  - Villa R
- Fernand Léger : La Femme en bleu
- Franz Marc : Destins d'animaux
- Joan Miró : Le Gentleman
- Amedeo Modigliani : Portrait de Madame Dorival
- Pablo Picasso :
  - L'Aficionado
  - Les Deux Frères
- Rembrandt : David offrant la tête de Goliath à Saül
- Henri Rousseau : 
  - Forêt vierge au soleil couchant
  - La Muse inspirant le poète
- Vincent van Gogh : Marguerite Gachet au piano

## Quelques œuvres exposées

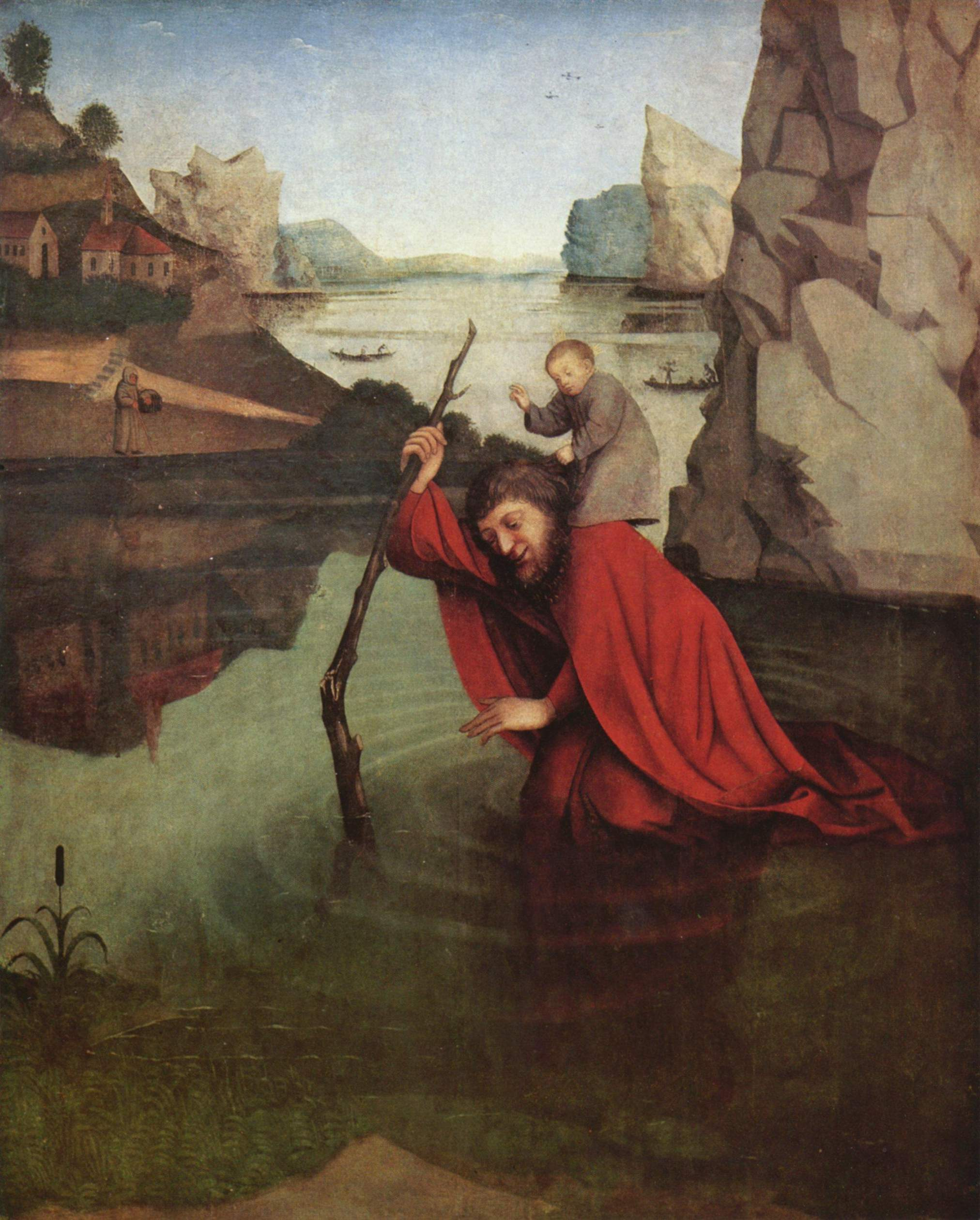
Konrad Witz, Saint Christophe (v. 1435)
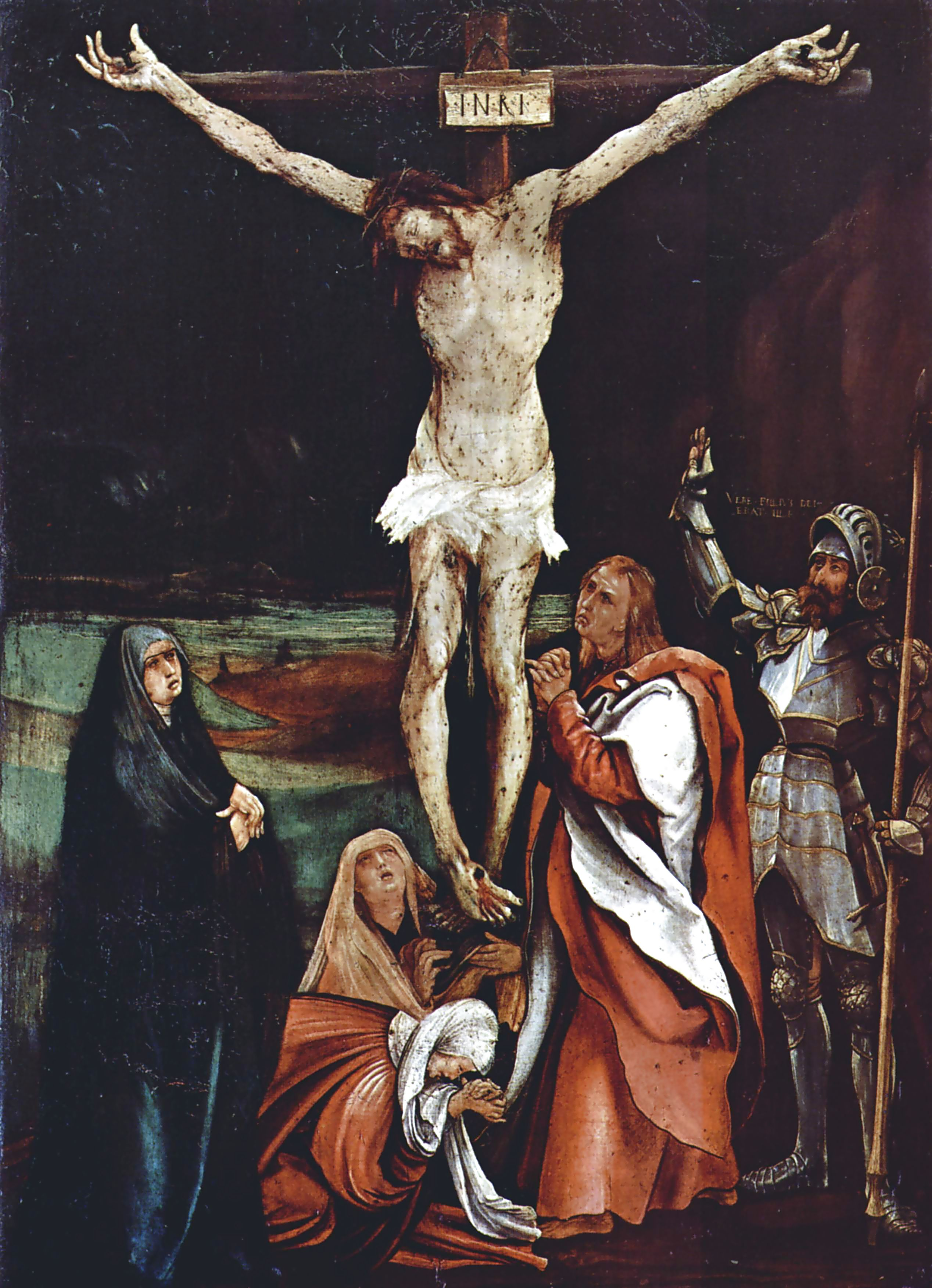
Matthias Grünewald, La Crucifixion (1508)
Hans Baldung Grien, La Mort et la Femme (1517)
Hans Holbein le Jeune, Le christ mort, prédelle d'un retable réalisé pour la cathédrale de Fribourg (1521-1523)
Hans Holbein le Jeune, Portrait d'Erasme de Rotterdam (1523)
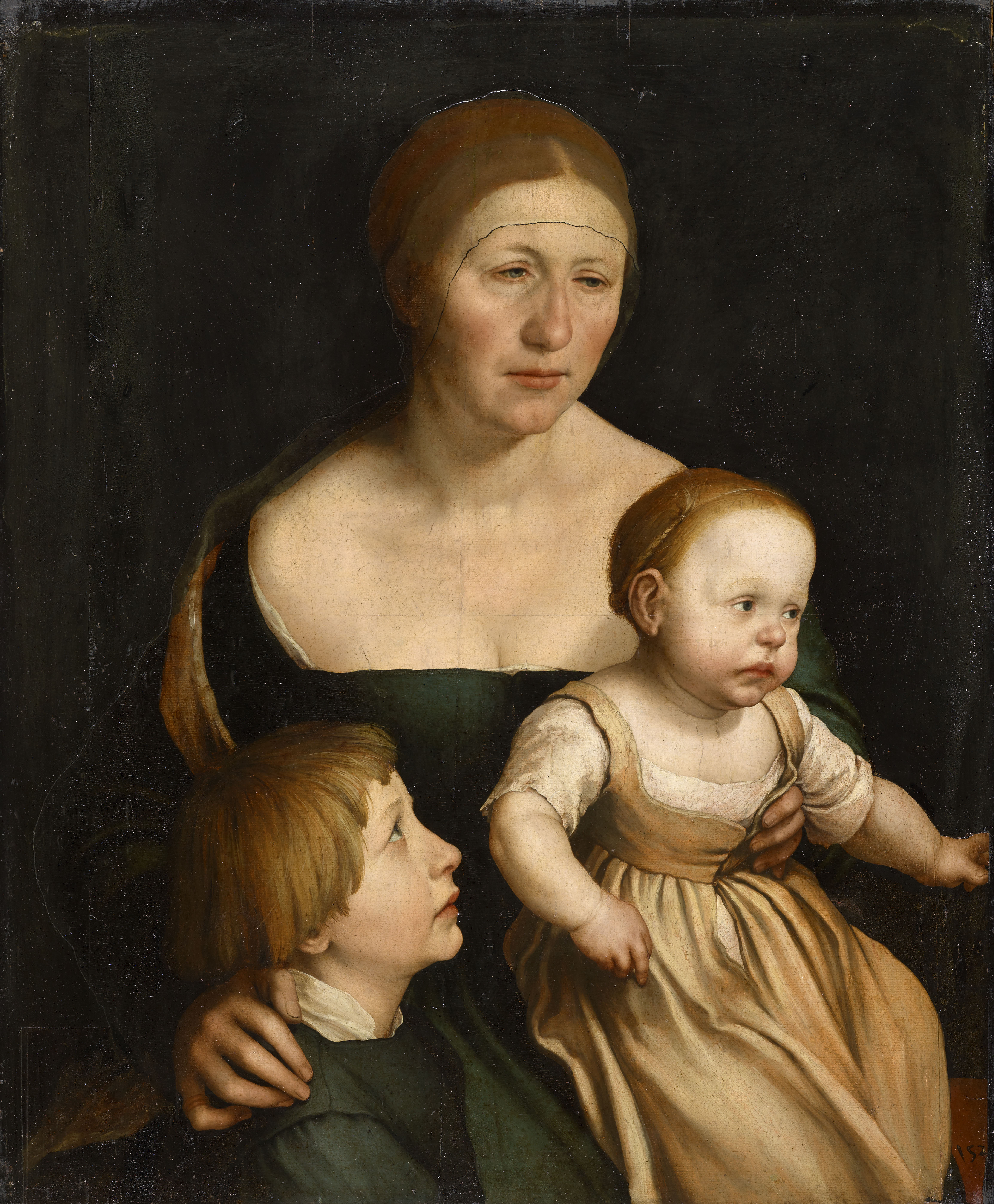
Hans Holbein le Jeune, La femme et les enfants du peintre (1528)
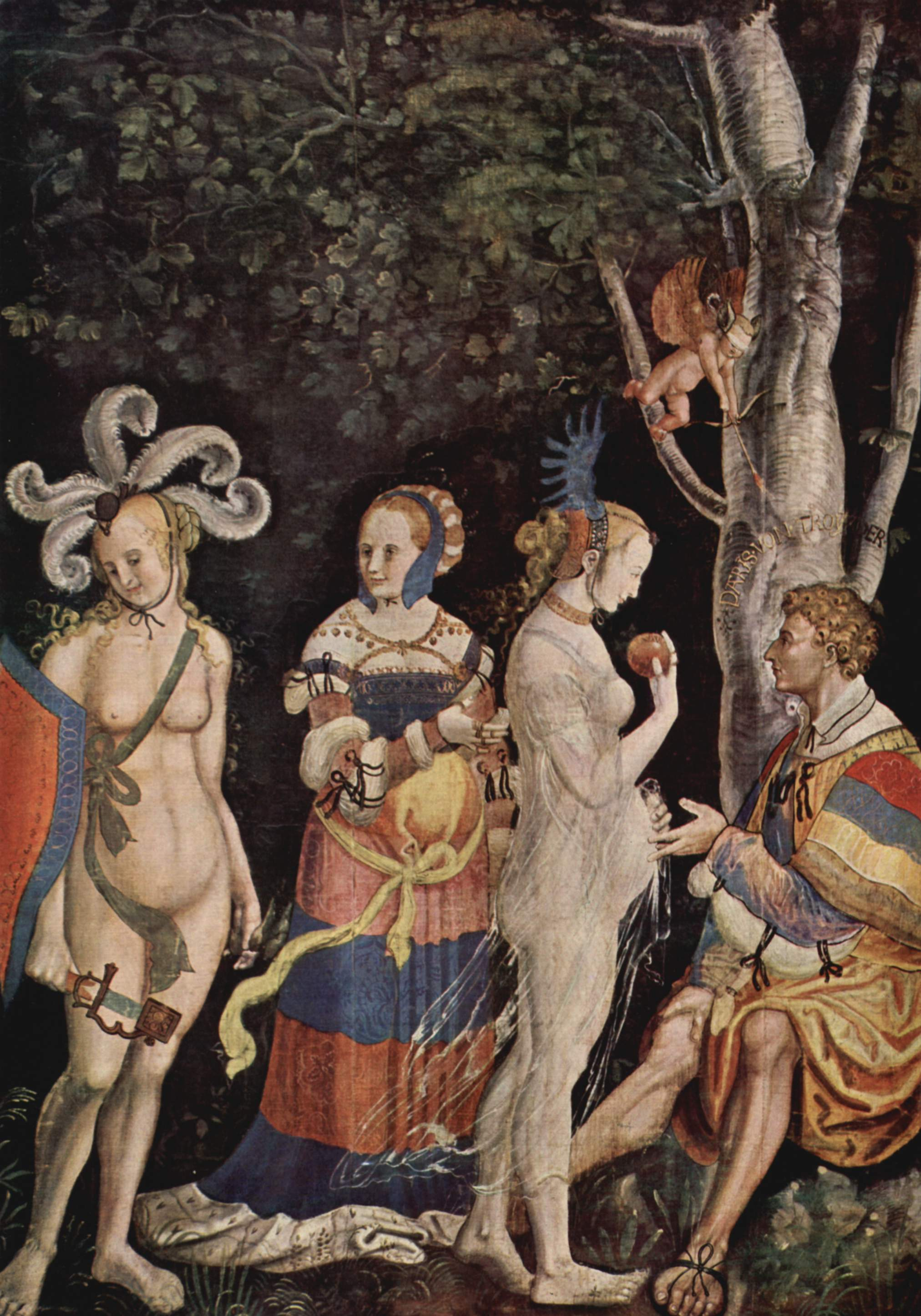
Niklaus Manuel Deutsch, Le Jugement de Pâris (vers 1517-1518)
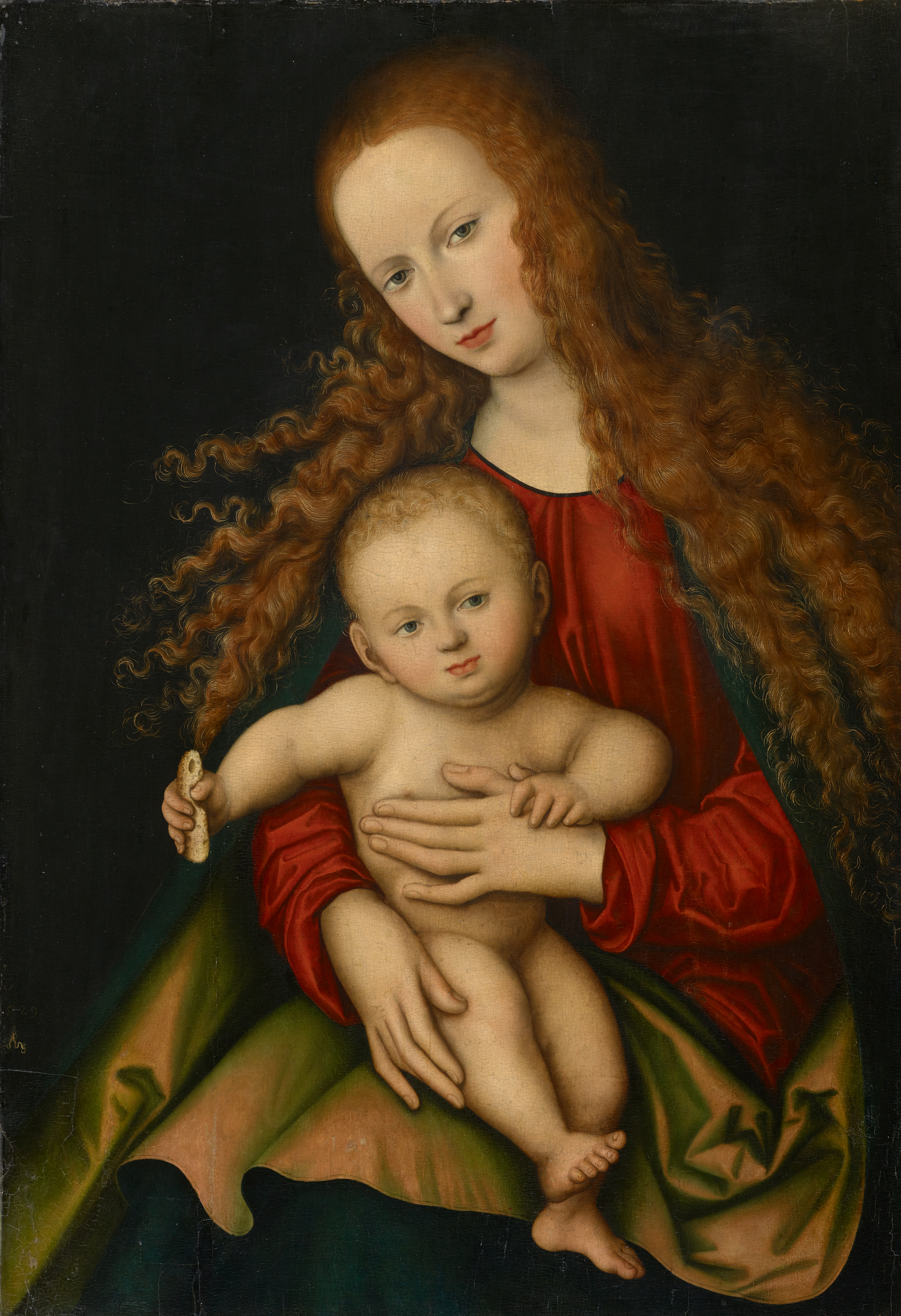
Lucas Cranach l'Ancien, Vierge à l'Enfant (1529)
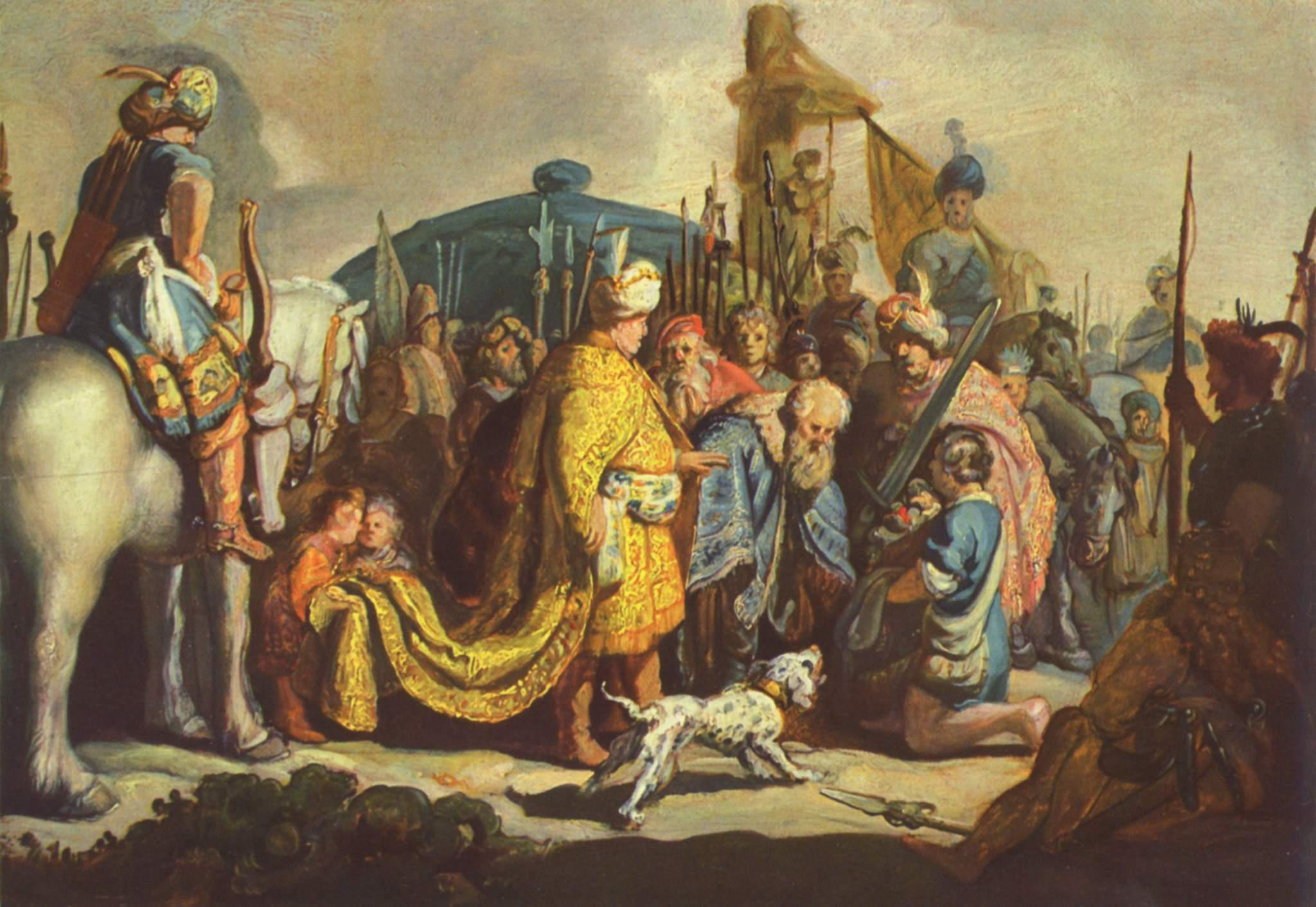
Rembrandt, David présentant la tête de Goliath à Saül (1627)
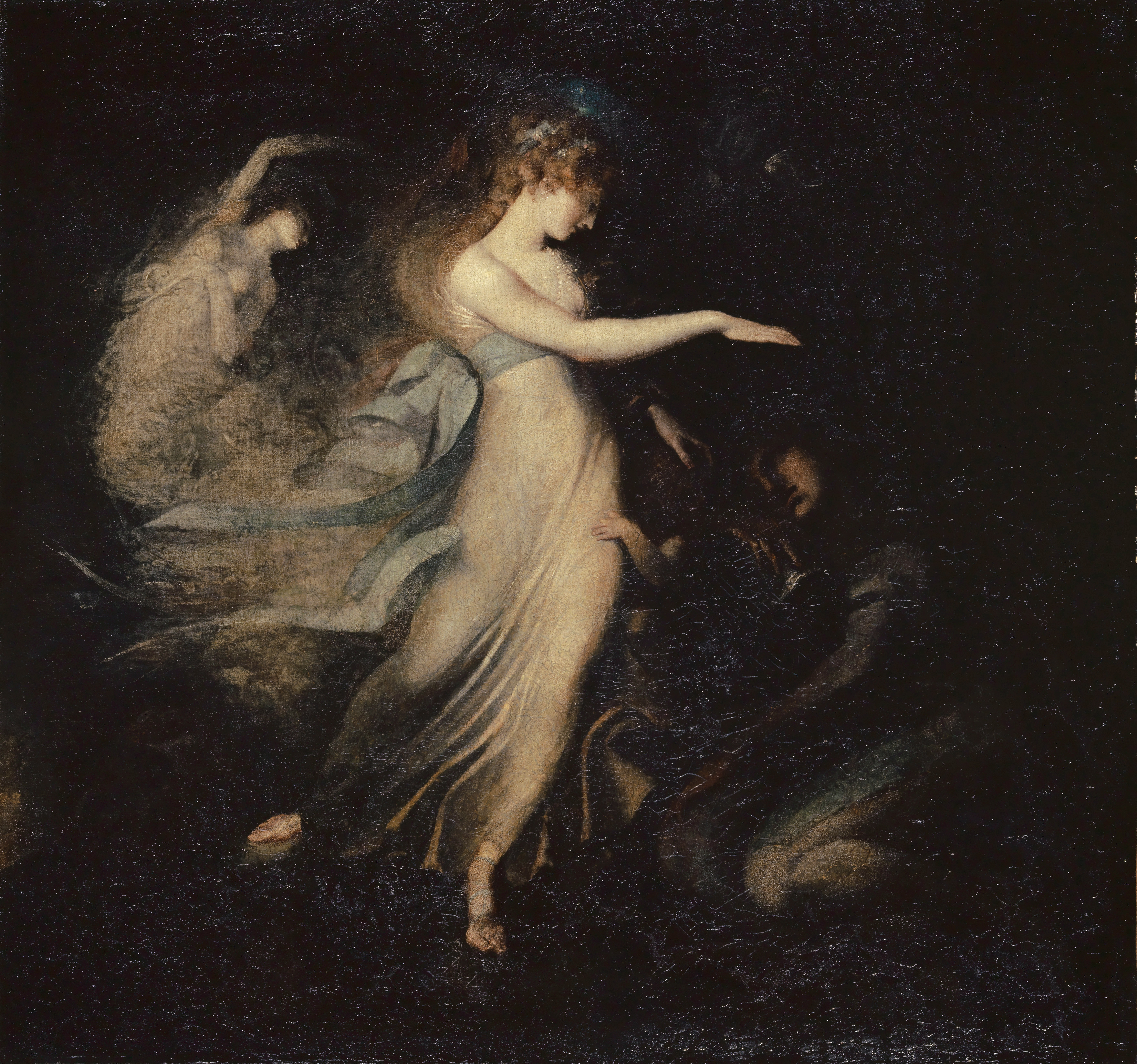
Johann Heinrich Füssli, Le prince Arthur et la reine des fées (vers 1788)
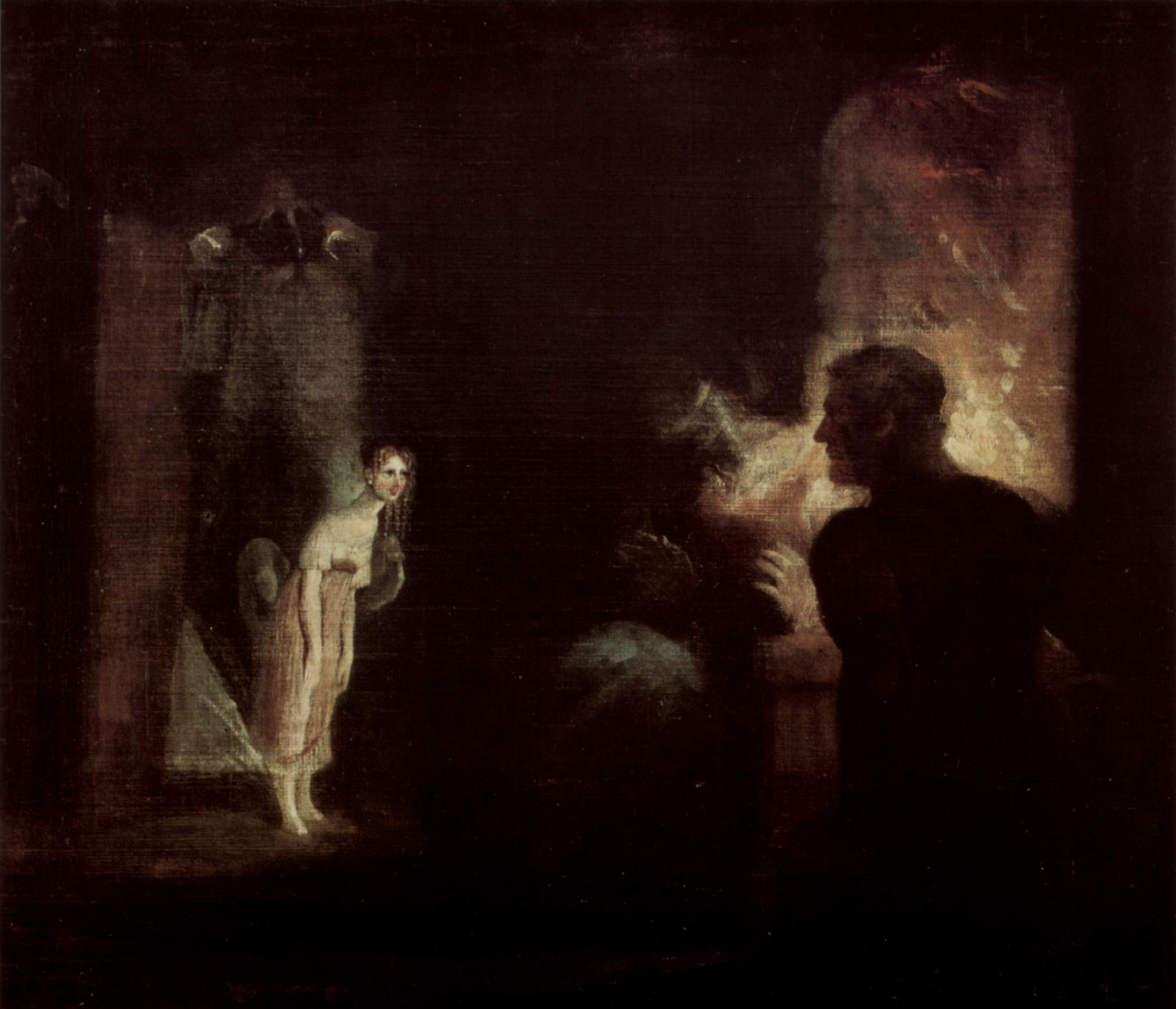
Johann Heinrich Füssli, L'arrivée d'Ondine dans la maison du pêcheur (1821)
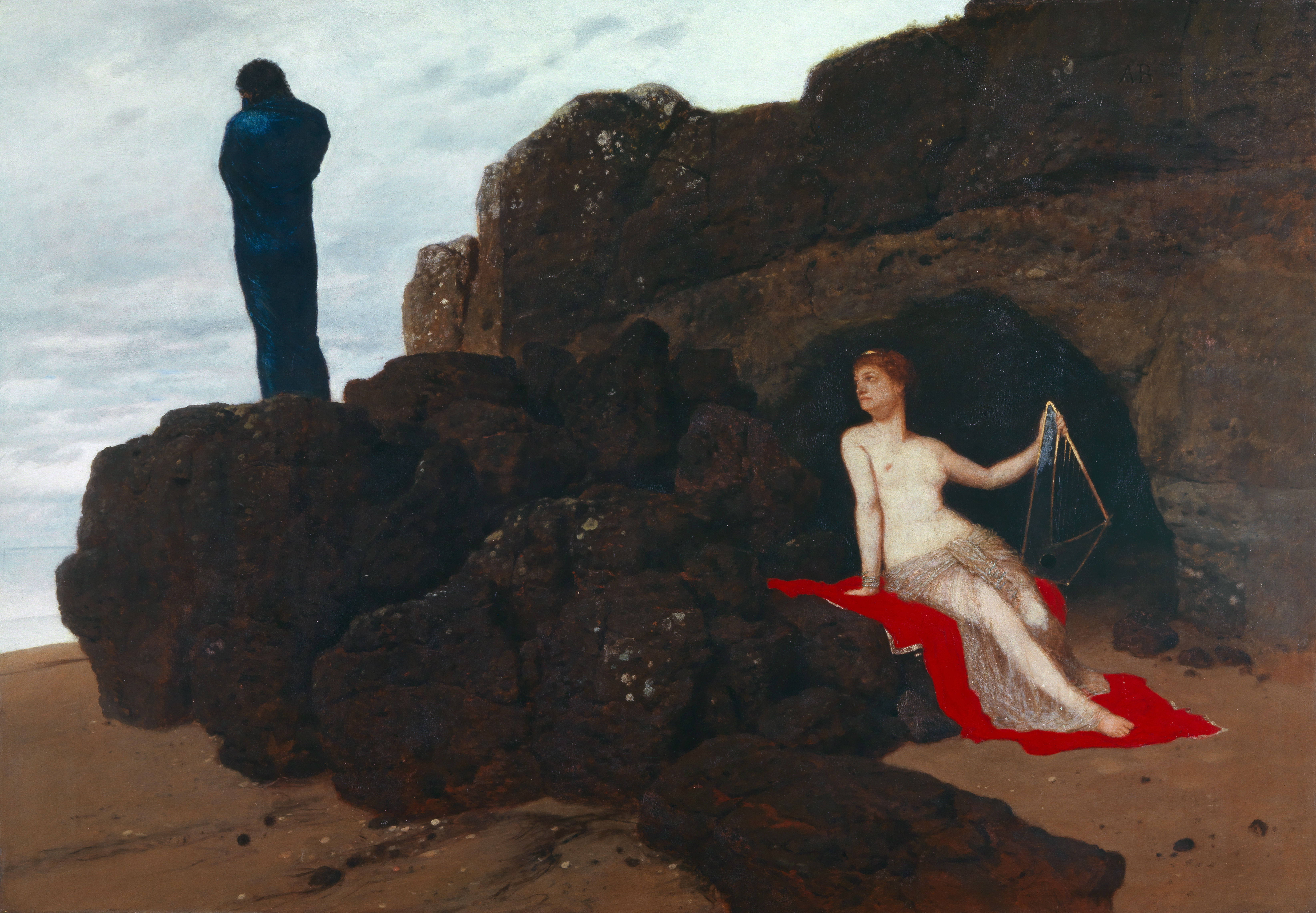
Arnold Böcklin, Ulysse et Calypso (1883)
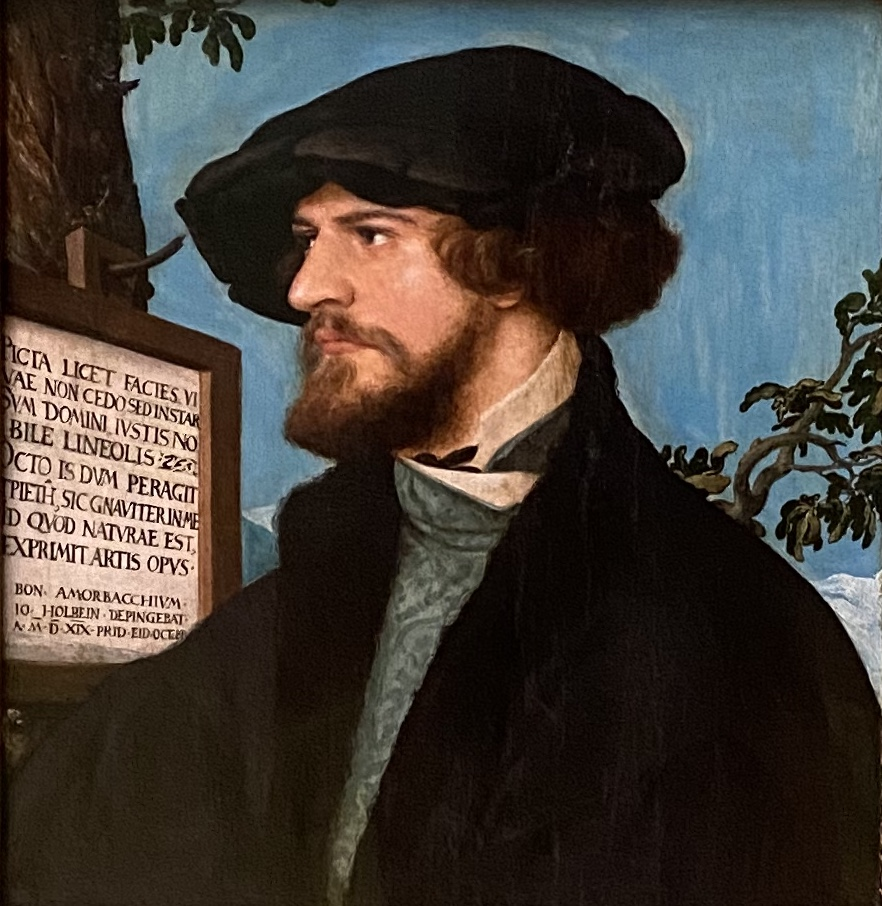
Hans Holbein le Jeune, Portrait de Boniface Amerbach (1519)
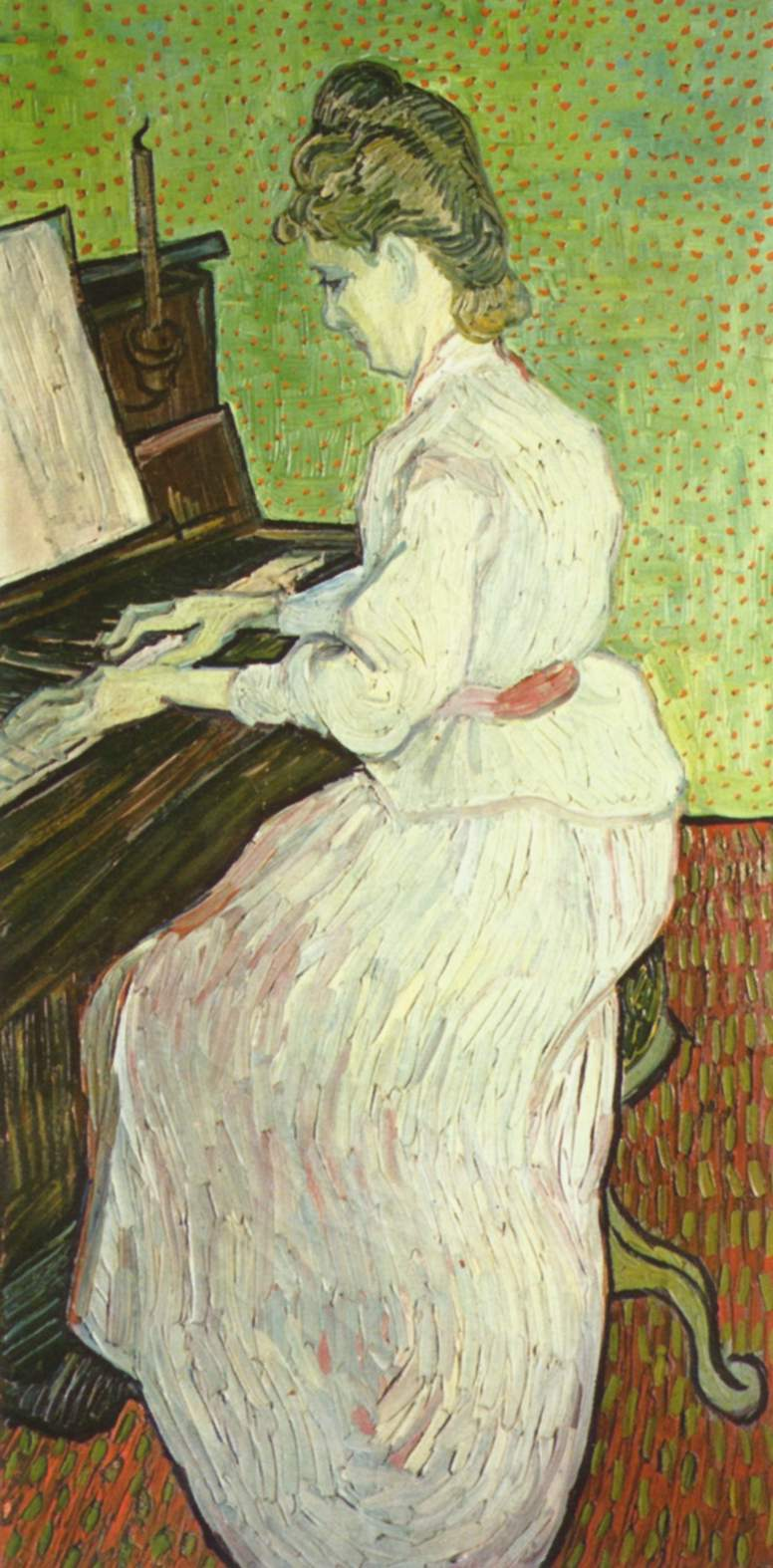
Vincent van Gogh, Mademoiselle Gachet au piano (1890)
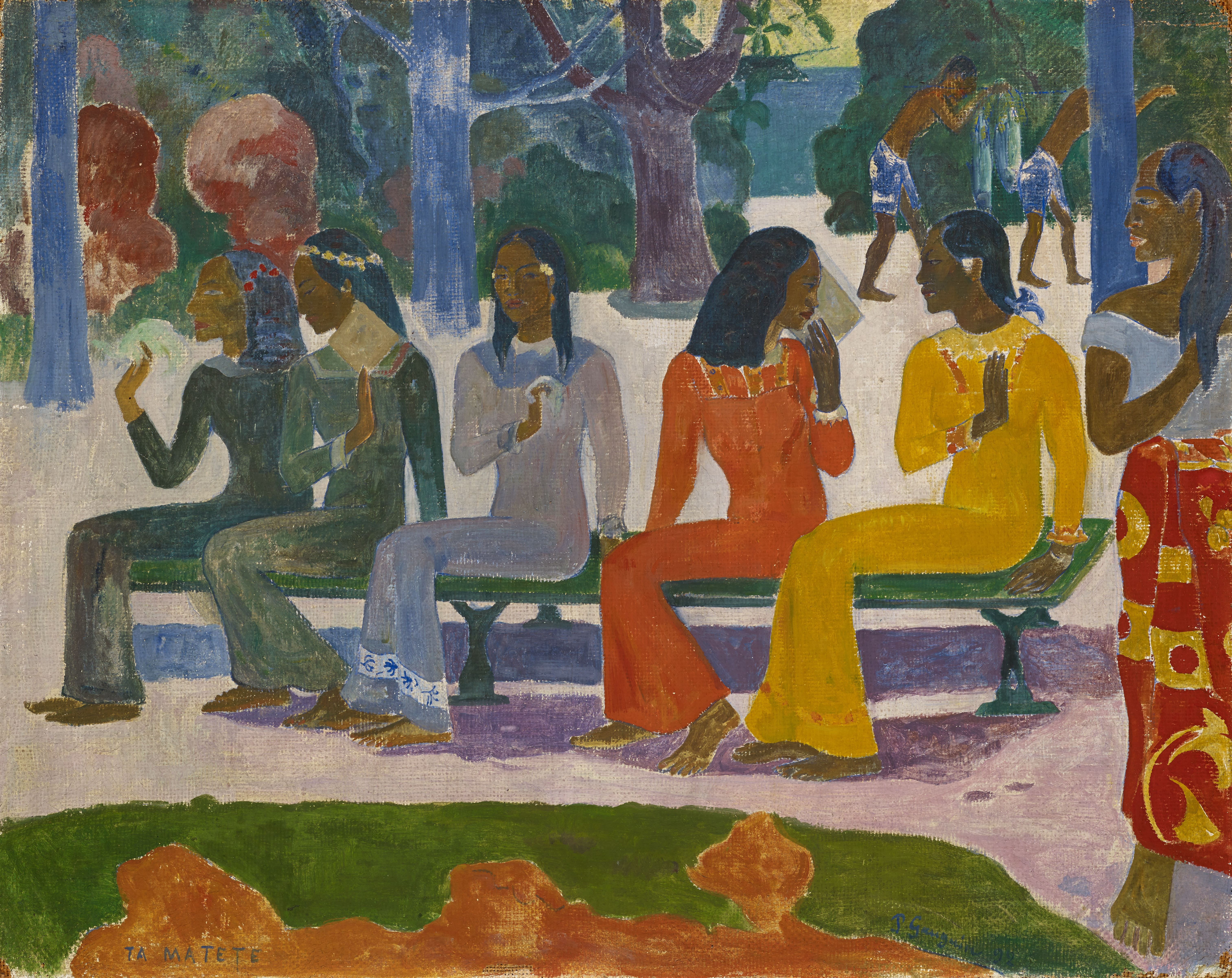
Paul Gauguin, Ta Matete (Le Marché) (1892)
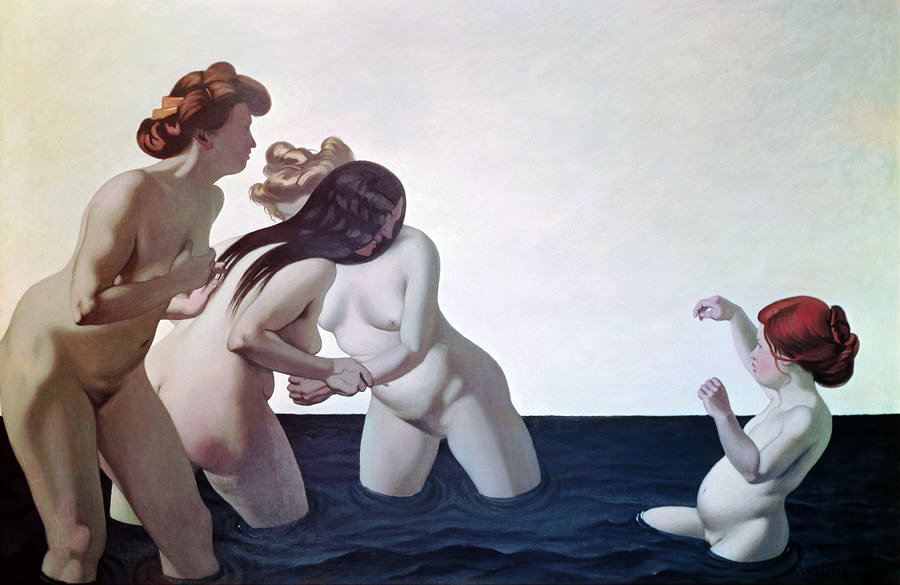
Félix Vallotton, Trois femmes et une petite fille jouant dans l'eau (1907)
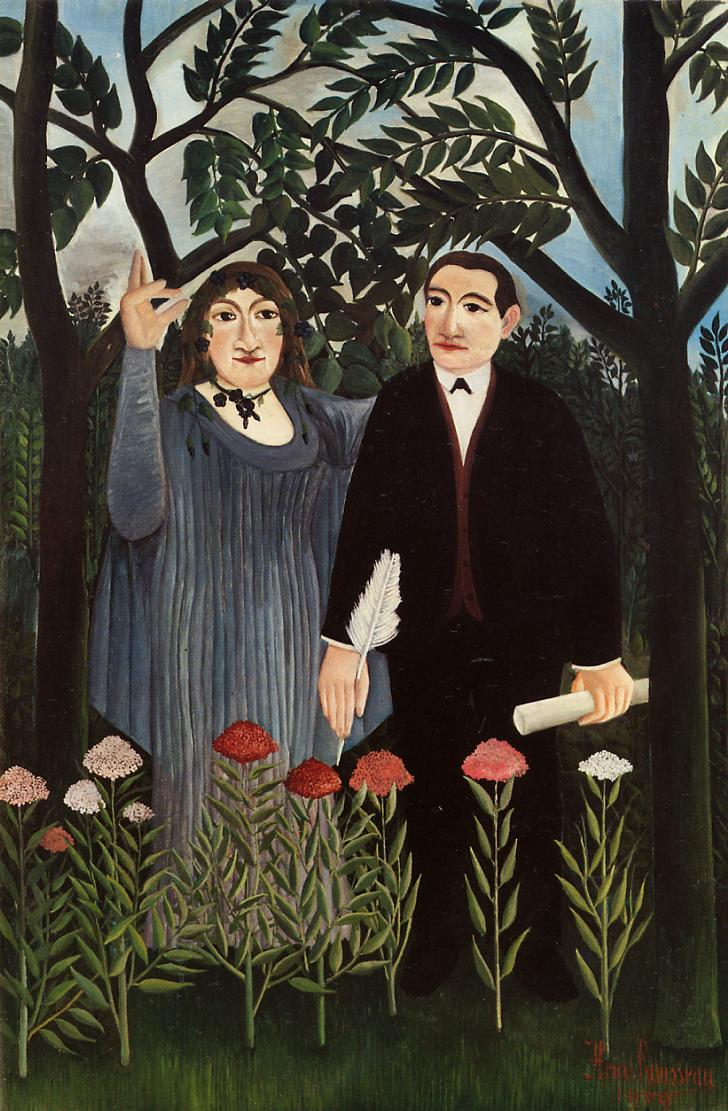
Henri Rousseau, La muse inspirant le poète (1909)
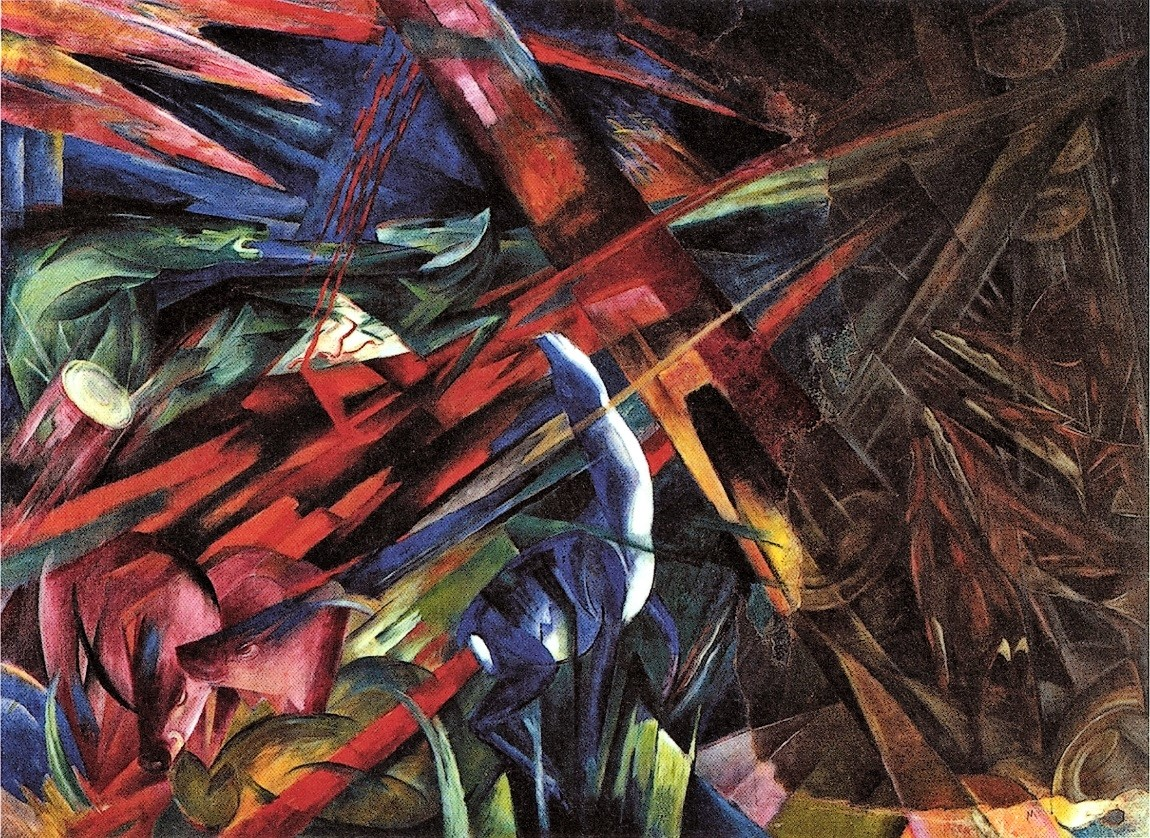
Franz Marc, Le Destin des animaux (1913)
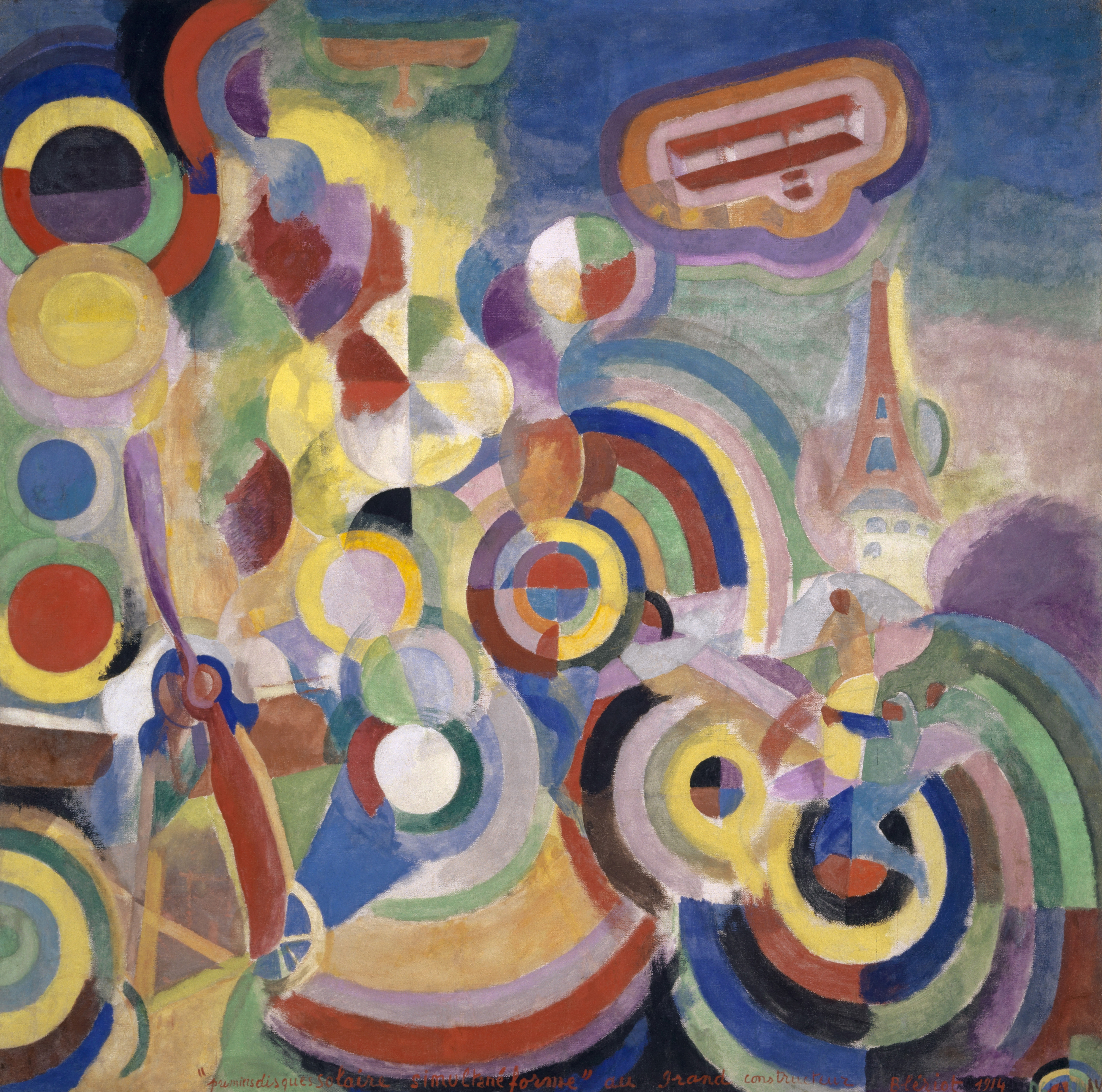
Robert Delaunay, Hommage à Blériot (1914)
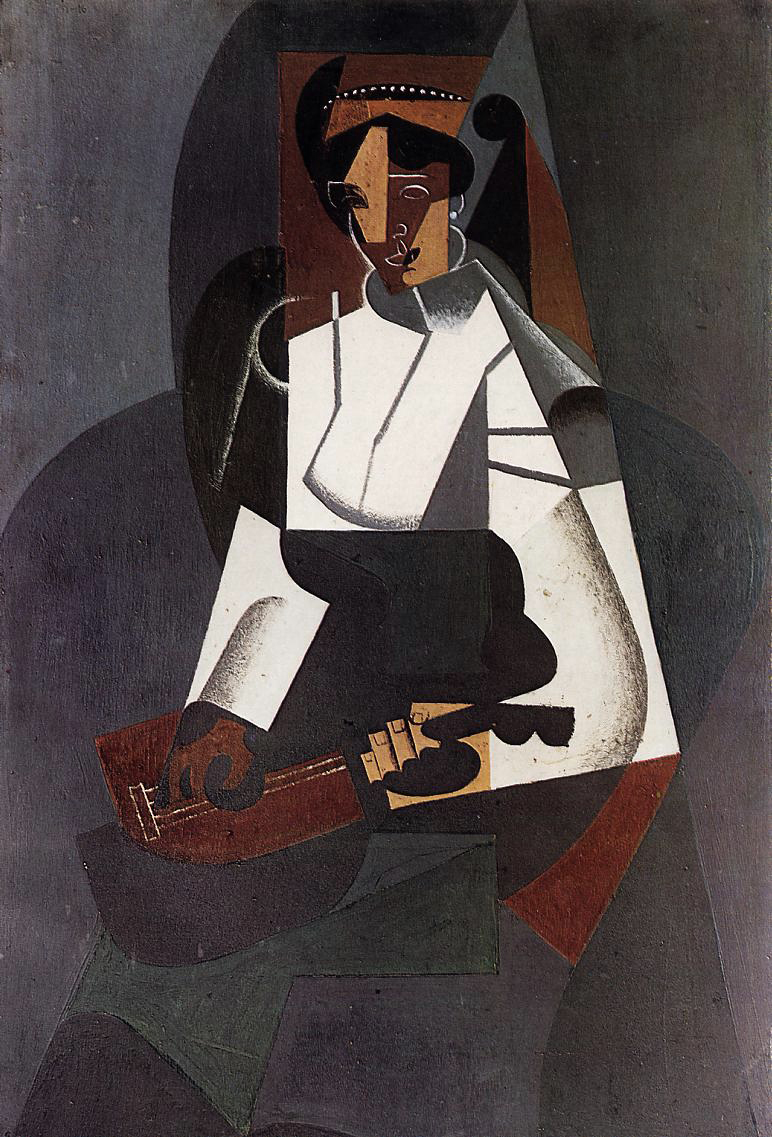
Juan Gris, La femme à la mandoline (1916)
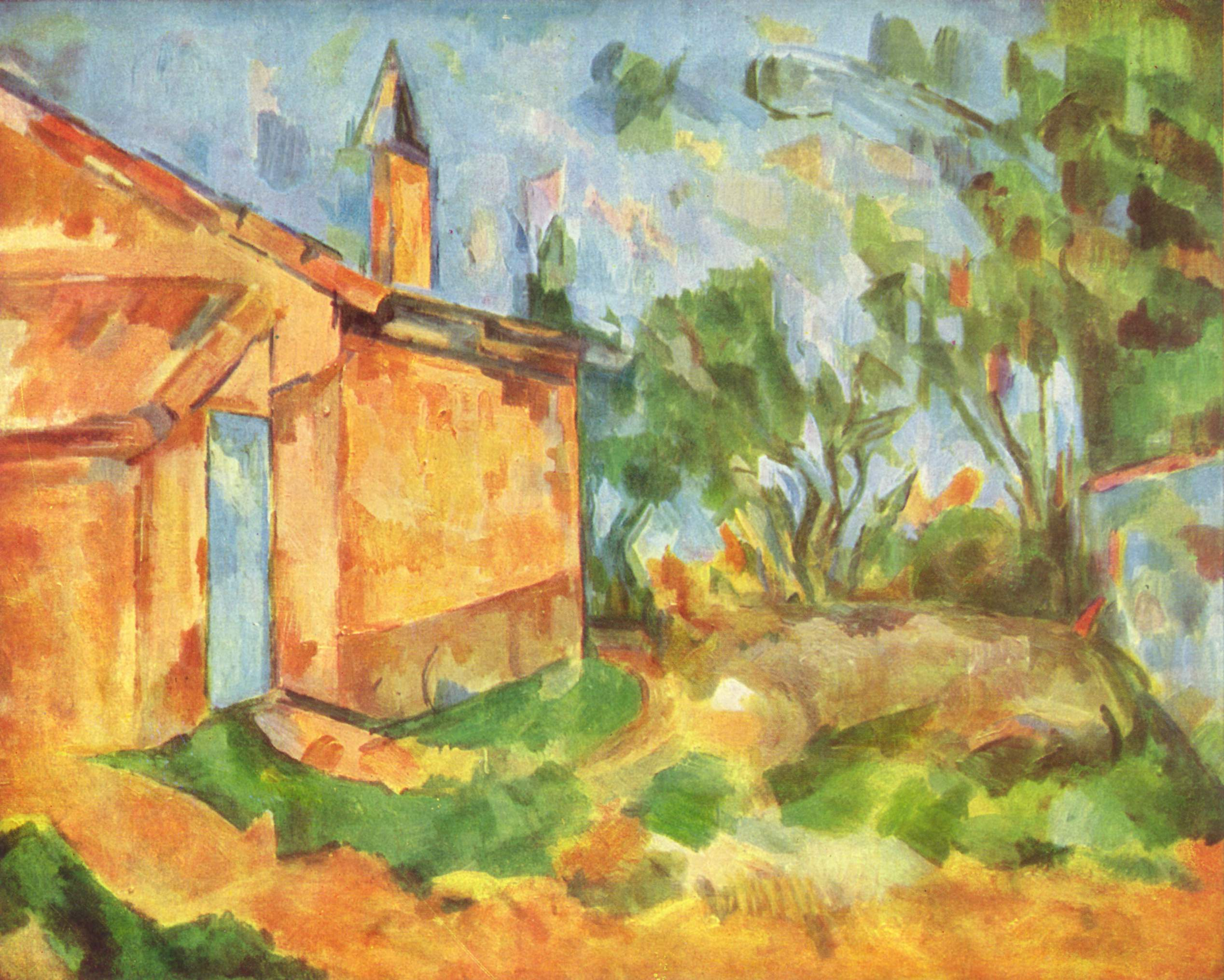
Paul Cézanne, Le Cabanon de Jourdan (1916)
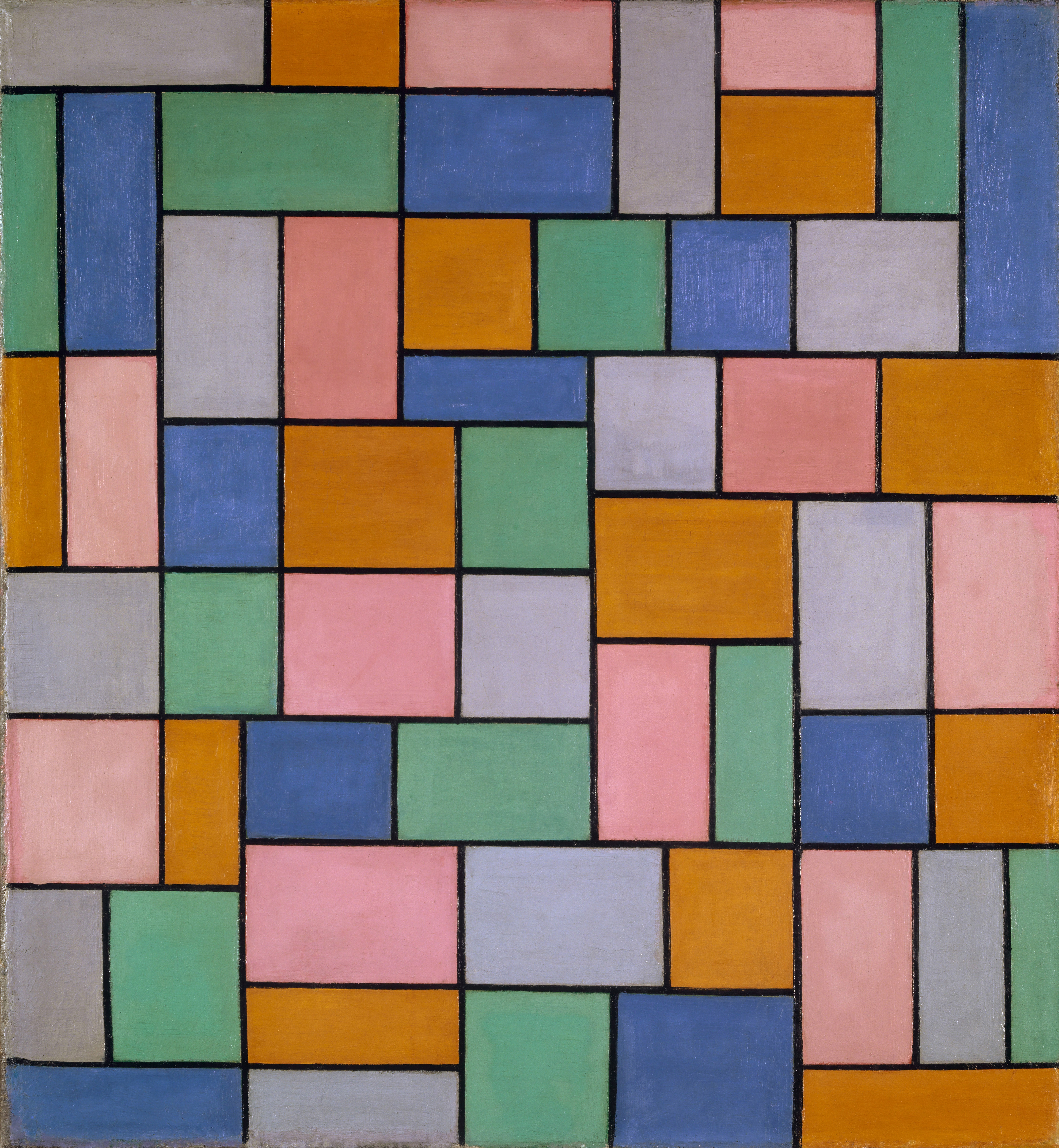
Theo van Doesburg, Composition en dissonances (1919)
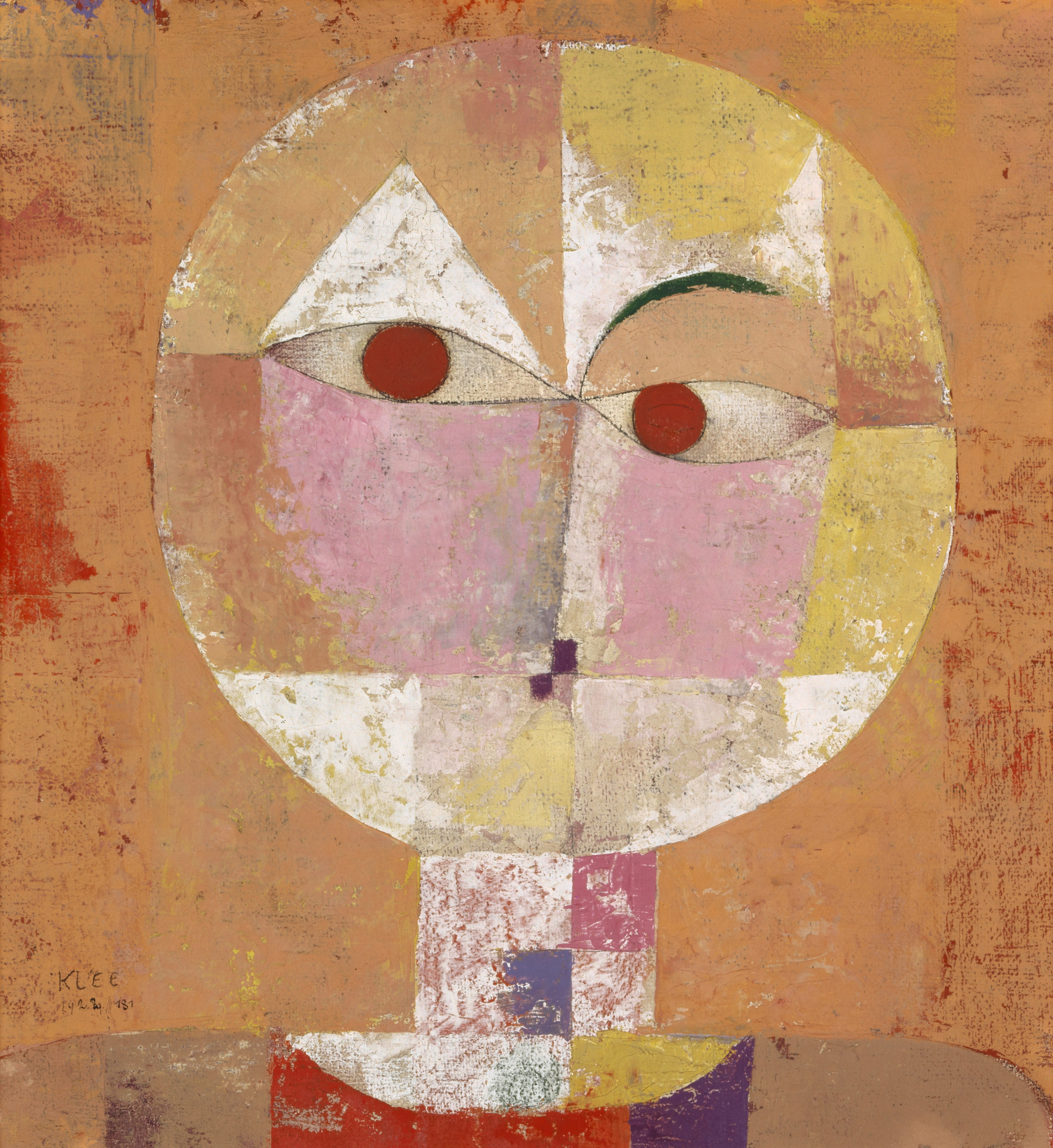
Paul Klee, Senecio (1922)
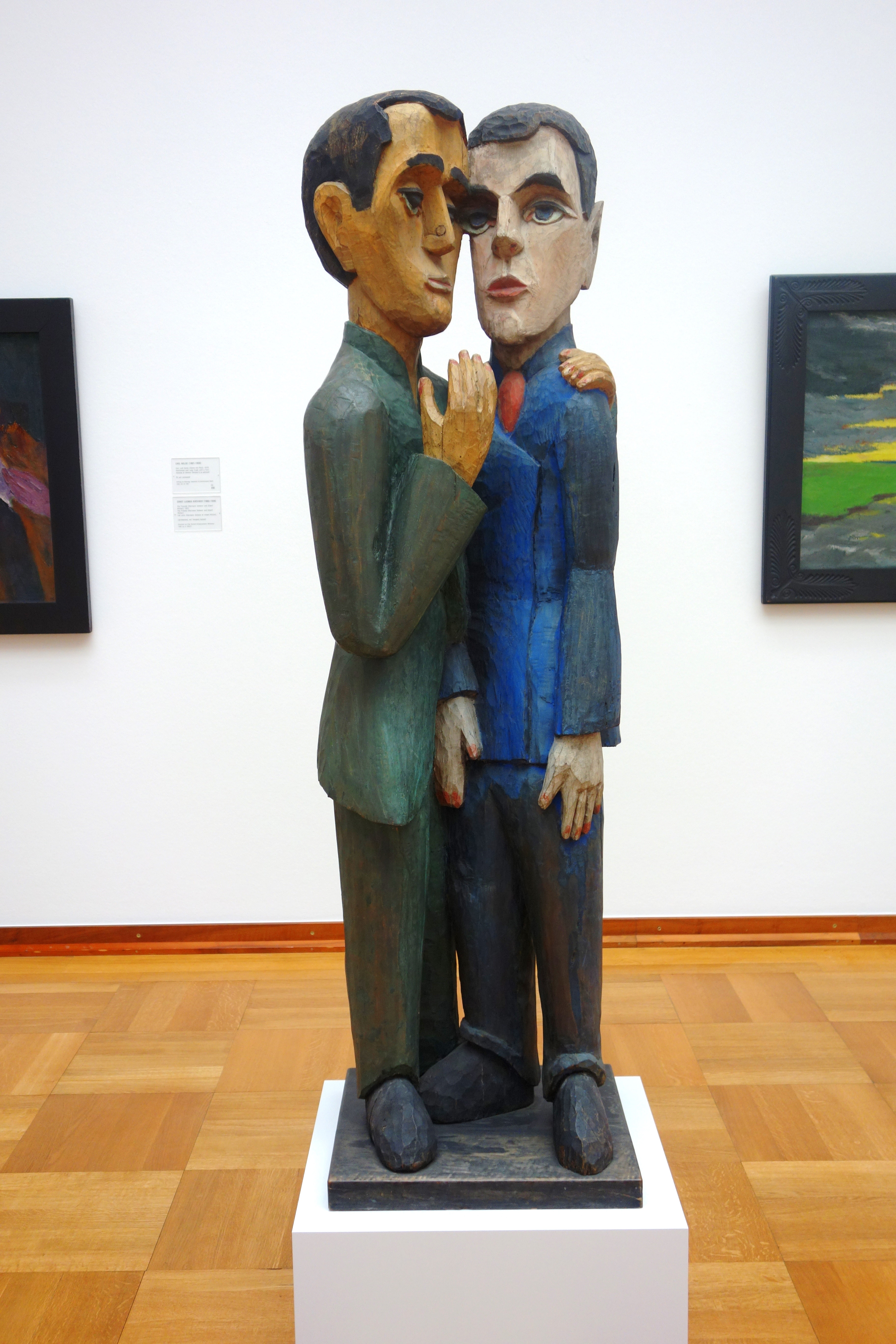
Ernst Ludwig Kirchner, Les amis (1924)